# Olney (Illinois)
Olney é uma cidade localizada no estado americano de Illinois, no Condado de Richland.

## Demografia
Segundo o censo americano de 2000, a sua população era de 8631 habitantes.
Em 2006, foi estimada uma população de 8426, um decréscimo de 205 (-2.4%).

## Geografia
De acordo com o United States Census Bureau tem uma área de
14,9 km², dos quais 14,9 km² cobertos por terra e 0,0 km² cobertos por água. Olney localiza-se a aproximadamente 134 m acima do nível do mar.

## Localidades na vizinhança
O diagrama seguinte representa as localidades num raio de 20 km ao redor de Olney.